# 片山敏彦
片山 敏彦（かたやま としひこ、1898年（明治31年）11月5日 - 1961年（昭和36年）10月11日）は、日本の詩人、文学研究者、ドイツ文学者、フランス文学者、翻訳家。
ロマン・ロラン、ヘッセ、リルケ、ハイネ、ゲーテらの翻訳も多く、『著作集』全10巻がある。

## 来歴
1898年11月5日、高知県医師会会長・片山徳治の長男として高知市帯屋町に生まれる。母の名は「歌」で、姉・佐栄との4人家族であった。1905年、高知市立第三尋常小学校へ入学、1911年、高知県立第一中学校（現在の追手前高校）に進んだ。多感で、詩に牽かれ、短歌を投稿するなどした。
1916年、岡山市の第六高等学校第3部（医科）に入学し、西欧の哲学、文学を耽読した。1919年、高校卒業後、文学を志して上京。同人雑誌を刊行。
1921年、東京帝国大学独逸文学科に入学。このころ高田博厚、高村光太郎、尾崎喜八らを知る。1923年、斎藤知子と同棲し、翌2月結婚。ロマン・ロランに心酔。
1924年、大学を卒業し、法政大学予科独逸語専任教授（1932年まで）。母没。高村、高橋元吉、高田、尾崎らと雑誌『大街道』を創刊し、また、ゲーテの『エッカーマンとの対話』の翻訳を、雑誌『不二』に載せた。1925年、ロランとの文通を始め、前記の仲間らと『ロマン・ロラン友の会』を作る。油絵を美術展に出品。井荻（現在は杉並区清水）に新居を構え、疎開を除き終生そこに住んだ。
1926年、スイスにおけるロラン生誕60年記念出版に独文を寄稿。倉田百三と交際。1928年、高村・高田・尾崎らと雑誌『東方』を始める。
1929年4月に出航し、同年6月から翌々年3月までヨーロッパに滞在した。パリでは、ヴィルドラック、デュアメルらと交わり、また、スイスに在住していたロマン・ロランを訪ねて知遇を得た。ドイツでは、シュテファン・ツヴァイクを訪ね、アルザスでシュヴァイツァーに会う。1931年、渡仏した高田博厚をロランに引き合わせる。
1932年6月、第一高等学校講師となり、ドイツ語を教える。1933年1月、妻を喪う。同年4月、法政大学文学部講師となる（1937年まで）。1935年3月、父没。菊地愛子と再婚。雑誌『世代』を発行（1941年まで）。
1938年2月、第一高等学校教授となったが1945年4月にその職を辞す。同年6月、群馬県北軽井沢に空襲を避け、栄養失調となる。戦後の10月に小諸市近在の塩名田へ疎開。
1947年1月、杉並の自宅に戻り、3月から1年間東京大学ドイツ文学科の講師を務めた。1948年7月号創刊の『心』同人となる。1949年『日本・ロマン・ロランの友の会』発足に伴い委員長に就任。みすず書房版『ロマン・ロラン全集』の監修・翻訳をしている。
1952年、フランス政府文化使節として来日したデュアメルの歓迎委員を務める。
1956年9月に夫人没。1957年と1958年に高知女子大学で集中講義を行う。1959年、雑誌『表象』で「片山敏彦還暦記念特集号」が組まれる。
抽象性の強い絵画を多く描き、1960年4月には小山富士夫、高田博厚、武者小路実篤らと美術展を開いた。
1960年秋から肺癌に冒され、1961年4月東大病院へ入院。闘病を経て満63歳を前に10月没した。

## 著作

### 詩集・歌集
- 『朝の林』（自費出版） 1929 doi: 10.11501/1174037
- 『暁の泉』（自費出版） 1944
- 『片山敏彦詩集』（みすず書房） 1958 doi:10.11501/1358299
- 『片山敏彦 詩と散文』（清水茂編・解説、小沢書店） 1989
- 『ときじく 歌集』（片山敏彦歌集刊行会） 1988 - 限定私家版

### 評論
- 『ロマン・ロラン』（六藝社） 1937、のち新潮文庫 1950
- 『心の遍歴』（中央公論社） 1942
- 『詩と友情』（三笠書房） 1943
- 『詩と文化』（二見書房） 1947
- 『リルケ』（角川書店） 1948
- 『愛と孤独』（みすず書房） 1948
- 『精神の風土』（池田書店） 1950
- 『藝術と文化』（みすず書房、みすず新書） 1950
- 『ルノワール』（美術出版社、少年美術文庫） 1951
- 『幸福論』（要書房） 1952
- 『魂のよろこび』（雲井書店） 1955
- 『ボナール』（みすず書房） 1955
- 『印象派 Ⅱ』（みすず書房） 1955
- 『ルドン』（みすず書房） 1956
- 『モネ』（みすず書房） 1958
- 『クレー』（みすず書房） 1959

### 随筆
- 『詩心の風光』（美焉書房） 1946、復刻新版（みすず書房） 2005

※みすず書房の創業出版物
- 『紫水晶』（世界書房） 1947
- 『雲の旅』（早川書房） 1949
- 『泉のこだま』（アポロン社） 1959

### 全集
- 「片山敏彦著作集」全10巻（みすず書房） 1971 - 1972、のち日本図書センター 1998
  1. 『詩集』（宇佐見英治解説）
  2. 『ロマン・ロラン』（清水茂解説)
  3. 『ドイツ詩集』（河原忠彦解説） - 訳詩集
  4. 『橄欖のそよぎ 詩論・詩人論1』（村上光彦解説）
  5. 『さまよえる客 詩論・詩人論2』（長谷川四郎解説）
  6. 『青空の眼 芸術論集』（山口三夫解説）
  7. 『照応 比較文化・比較文学論』（佐々木斐夫解説）
  8. 『雲の旅 散文詩・回想』（森本達雄解説）
  9. 『自分に言う言葉 日記抄』（青木やよひ解説）
  10. 『書簡集』

## 翻訳
- 『ハイネ詩集』（新潮社） 1938、新潮文庫 1951、改版 1994ほか
- 『文学語録』（アラン、創元社） 1939
  - 『文学論』（アラン、創元社） 1950、改訳版（新潮文庫） 1960
- 『ヘッセ詩集』（三笠書房） 1941、みすず書房 1998、亜紀書房 2025 - 若松英輔解説
- 『現代独逸短篇集』（中央公論社） 1941
- 『ドイツ近代詩集』（蒼樹社） 1941
- 『リルケ詩集』（新潮社） 1942、みすず書房 1975、亜紀書房 2025 - 同上
- 『カロッサ詩集』（三笠書房、カロッサ全集7） 1942、みすず書房 1998
- 『ドイツ詩集』（新潮社、新潮叢書） 1943、みすず書房 1990
- 『叙情詩集』（ヘッセ、二見書房） 1946
- 『文学研究』全2冊（アンドレ・モロワ、新潮社） 1951、新潮文庫 1958
- 『ベルナデットの歌 Ⅰ』（フランツ・ヴェルフェル、エンデルレ書店） 1951
- 『貧者の宝』（メーテルリンク、新潮文庫） 1952
- 『果樹園』（リルケ、人文書院） 1952
- 『クレエ』（ハーバート・リード編、みすず書房） 1954
- 『老手品師』（ハンス・カロッサ、養徳社） 1957
- 『マルヴィーダ・フォン・マイゼンブーグ』（Malwida von Meysenbug、シュライヘア(Berta Schleicher)、みすず書房） 1957
- 『世界詩集』（アポロン社） 1960 - 訳詩集
- 『人類の星の時間』（ツヴァイク、みすず書房、ツヴァイク全集） 1961、新版 1972）
  - 単行判（みすずライブラリー） 2001。グーテンベルク21（電子書籍） 2017。

### ロマン・ロラン
- 『愛と死との戯れ』（ロラン、叢文閣） 1926、岩波文庫 1960、新版 1998
- 『時は来らん』（ロラン、叢文閣） 1927、みすず書房 1949、ロマン・ロラン全集 1960
- 『獅子座の流星群』（ロラン、岩波文庫） 1932、みすず書房 1953、ロラン全集 1960
- 『ベートーヴェンの生涯』（ロラン、岩波文庫） 1938、改版 1965、ロラン全集 1959
- 『内面の旅路』（ロラン、みすず書房） 1950、ロラン全集 1960
  - 他に「ロマン・ロラン全集」の「日記」訳注に参加（各・度々新版）
- 『ジャン・クリストフ』（ロラン、「全集 1-4」みすず書房） 1952 - 1953、新版 2013
  - 別版『ジャン・クリストフ』全2巻（ロラン、河出書房、世界文学全集）、度々再版

### ゲーテ
- 『ゲーテ全集 詩集』（分担訳、改造社） 1935-1936
- 『歌と太陽』（ゲーテ、育英書院）1944
- 『ゲーテ詩集』（蒼樹社） 1948、岩波文庫（一・三） 1955、復刊 1996
- 『遠き恋人に寄す』（ゲーテ、角川書店）1948
- 『マリエンバードの悲歌』（ゲーテ、角川書店）1948
- 『タウリス島のイフィゲーニエ』（ゲーテ、岩波文庫）1951
- 『詩集』（ゲーテ、分担訳、人文書院、ゲーテ全集1）1960
- 『パンドーラ』（ゲーテ、人文書院、ゲーテ全集4） 1960 - 戯曲